# L'Univers illustré
Ne doit pas être confondu avec L'Univers (journal).
L'Univers illustré est un hebdomadaire d'actualité français qui a paru de 1858 à 1912, après une interruption entre 1902 et 1910 par fusion avec La Vie illustrée.

## Histoire du support
L'Univers illustré, journal hebdomadaire, de son titre complet, livre son premier numéro le samedi 22 mai 1858. Il est lancé par l'éditeur Michel Lévy frères qui le positionne avec ses 8 pages au format 29 x 41 cm et son prix à 15 centimes, directement dans la lignée des périodiques de fin de semaine comme L'Illustration et Le Monde illustré. L'éditorial de ce numéro d'ouverture est signé Théophile Gautier, qui annonce :

« Nous ne serons pas seulement un journal d'images (...), nous serons à la fois un journal et un livre ; nous contiendrons la chose sérieuse et la chose légère, l'entrefilet du jour et la page qui reste. Si les enfants qui ne lisent pas apprennent à connaître mille choses en regardant nos bois de leurs beaux yeux étonnés et ravis, nous voulons que nos colonnes disent autant à nos esprits que les gravures à la vue, et soient même pour ceux qui savent une instruction et un amusement. »

Mais dès les numéros suivants, l'actualité rattrape la rédaction qui ne s'encombre pas d’ailleurs de commander des illustrations originales, la plupart sont des reprises de fonds issus de périodiques étrangers comme The Illustrated London News ou le Illustrirte Zeitung (Leipzig). En 1859, malgré un prix qui monte à 20 centimes l'unité, ce qui en fait encore le moins cher des hebdomadaires illustrés, Lévy commande toutefois à des graveurs nationaux des images pour accompagner les comptes-rendus de visites officielles de Napoléon III mais aussi les soirées de Paris. De son côté, Le Monde illustré n'a de cesse d'accuser son concurrent de « brader ses gravures » et ce, jusqu'en 1860, d'autant que, cette année-là, L'Univers, quotidien catholique sans aucun rapport, s'éclipse pour quelques années. 

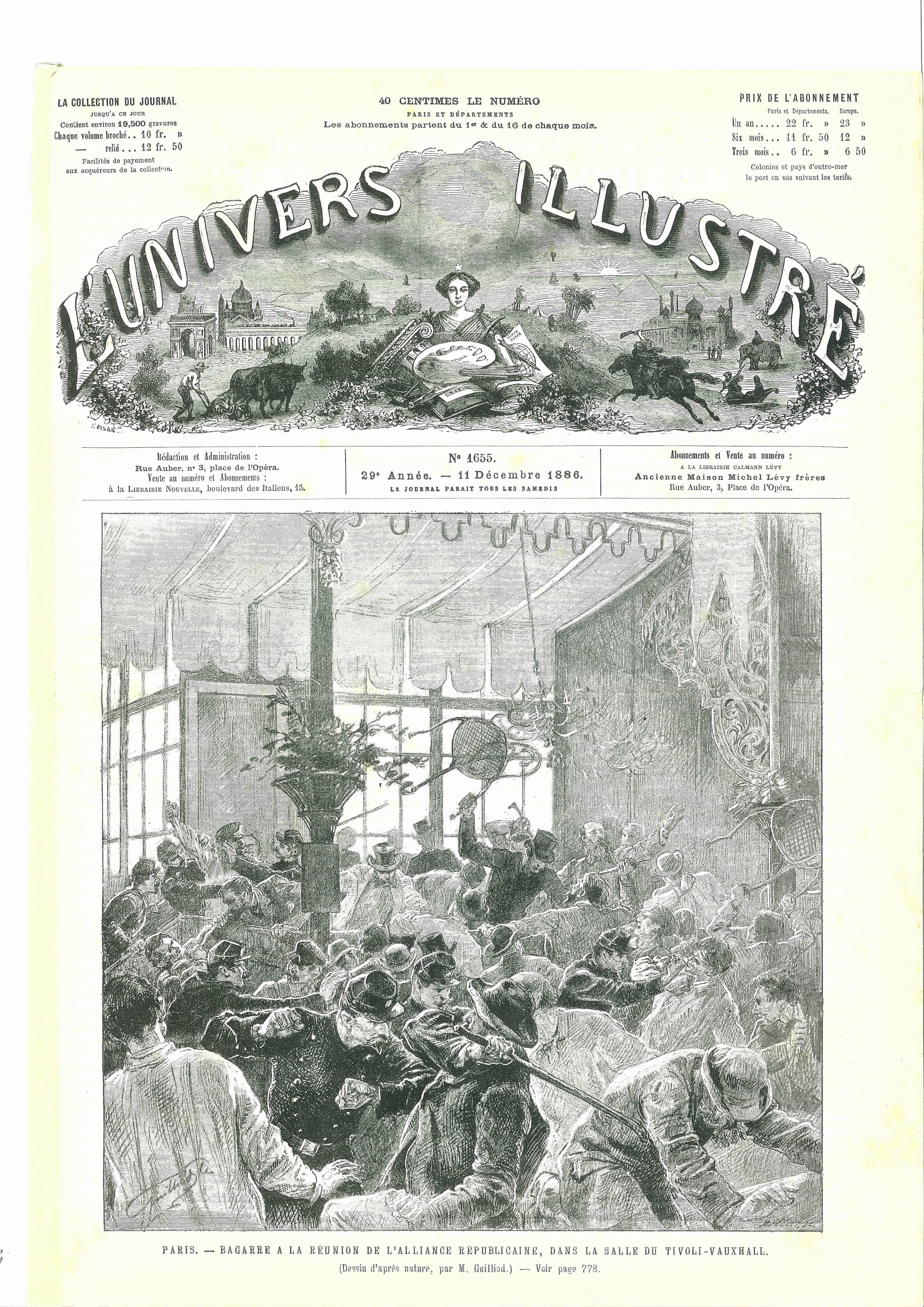
Une du 11 décembre 1886.

Michel Lévy frères est avant tout un éditeur dit de « romans populaires » vendus 1 franc pièce, son activité marche bien, et ses meilleurs écrivains alimentent ses colonnes, le journal servant de relais publicitaire (prépublication en feuilletons, encarts). En 1862, la maison d'édition rachète même Le Monde illustré pour le revendre presque aussitôt. Après une suspension durant la Guerre franco-prussienne (1870-1871), L'Univers illustré poursuit sa route, son prix passant de 20 à 40 centimes en vingt ans.
À la fin des années 1880, les grands quotidiens vendus 5 centimes lancent leurs suppléments illustrés de fin de semaine et commencent à concurrencer L'Univers illustré qui peine à renouveler sa formule en dépit de l'introduction de la photographie illustrative et d'une nouvelle maquette.
En 1898, alors que le chiffre de vente avoisine les 15 000 exemplaires, ce qui est relativement peu, les fils de Calmann Lévy revendent le titre à Félix Juven, patron du groupe de presse Société d’édition et de publications, qui le fusionne entre 1900 et 1902 avec La Vie illustrée qui finit par l'absorber. Une nouvelle série est ensuite créée en juillet 1910 par Frédéric Poncignon (très proche de la formule de La Vie illustrée) puis le titre disparaît définitivement en 1912.

## Contenu
En 1862, le journal est composé comme suit, d'une façon récurrente :
- Page 1 : une gravure en demi-page et la chronique par Albéric Second, mélange d'actualité, de billet d'humeur, de réponses aux lettres des lecteurs ou de critiques littéraires.
- Page 2 : suite de la chronique.
- Page 3 : La semaine, compte rendu de la cour de Napoléon III puis un ou deux sujets divers et le début du feuilleton littéraire qui se poursuit sur une dizaine de n°.
- Pages 4 et 5 : une gravure en double page (peu fréquente) ou deux ou trois gravures dont une en pleine page, illustrant les sujets abordés dans le journal.
- Page 6 : suite du feuilleton.
- Page 7 : deux ou trois sujets divers.
- Page 8 : fin du texte de la page 7, une gravure en demi-page et un rébus en bas de page.

Le journal ne publie aucune publicité en dehors de la promotion discrète des publications de son éditeur Michel Lévy frères.

## Propriétaires et directeurs
- Michel Lévy frères (1858-1898)
- Félix Juven (1898-1902)
- Frédéric Poncignon (1910-1912)

## Contributeurs et correspondants notoires
- Justin Améro
- Albéric Second
- Henri Conscience
- Paul Destez
- Alexandre Dumas
- L. Dumont
- Emmanuel des Essarts
- Paul Féval
- Adolphe Gusman
- Claude Léouzon-le-Duc
- Maurice Feuillet
- Joseph Méry
- Charles Morel
- Henri Muller
- Jules Noriac
- Ferdinand Raffin
- Élias Regnault
- Jules Sandeau
- Victorien Sardou
- Albéric Second
- Eugène Sue
- Jean Nicolas Truchelut
- Anatole France